# Friedhofsmassaker von Kielce

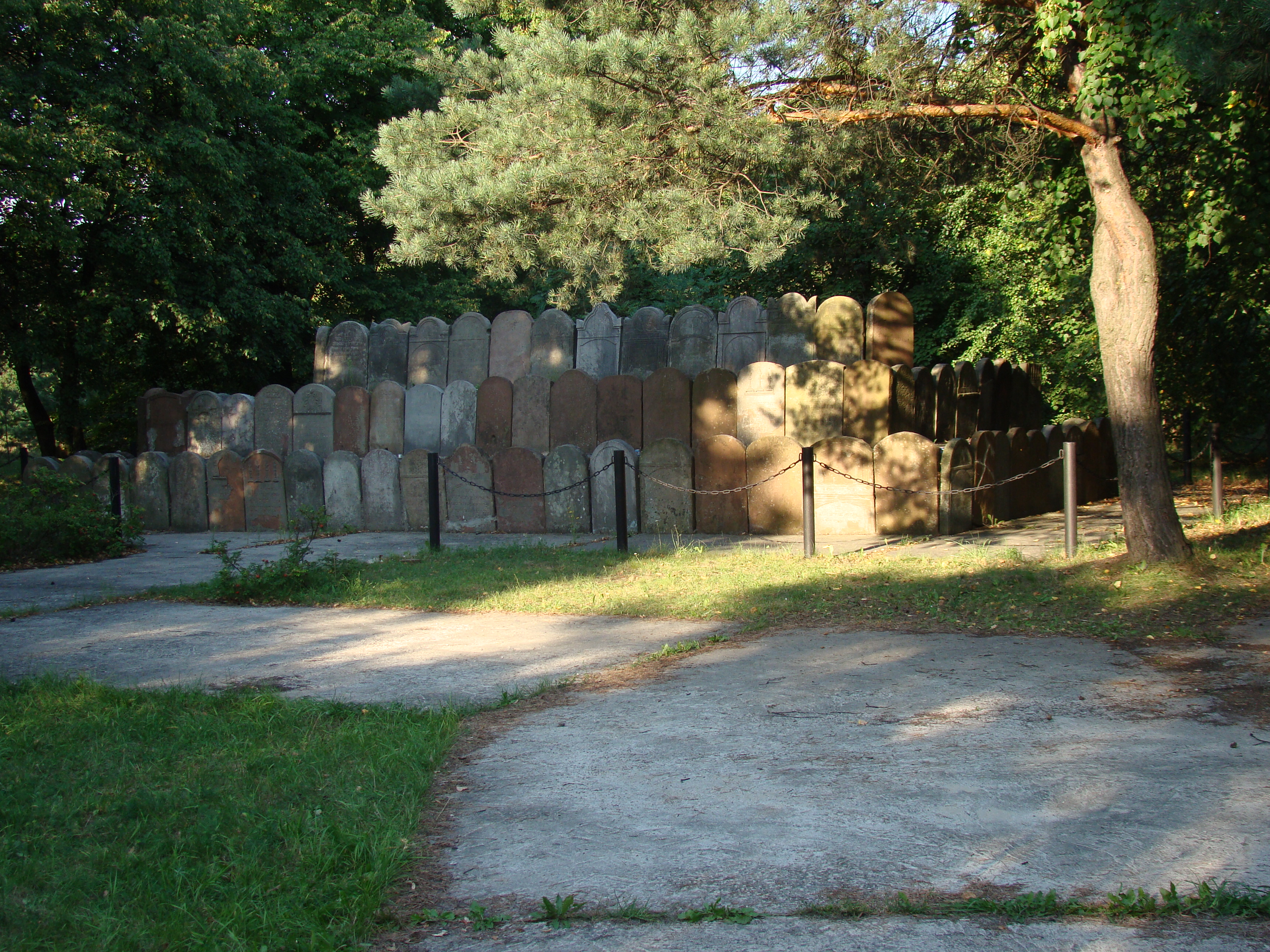
Der jüdische Friedhof von Kielce (2008)

Das Friedhofsmassaker von Kielce beschreibt den Mord an 45 jüdischen Kindern im Alter von 15 Monaten bis 15 Jahren, durchgeführt von Einheiten der deutschen Ordnungspolizei am 23. Mai 1943 auf dem Jüdischen Friedhof von Kielce. Diese Kinder hatten zuvor die Liquidation des Ghettos Kielce überlebt. 

## Vorgeschichte
Beim Einmarsch der Deutschen am 4. September 1939 lebten rund 24.000 Juden in Kielce. Unmittelbar danach wurden zahlreiche rassistische Schritte gesetzt – Enteignungen, Zwangsarbeit, Geiselnahme, Folter, Mord. Der Vorsitzende des Judenrats, Moses Pelc, wurde sofort deportiert, weil er sich weigerte, Befehle der SS zu erfüllen. Im Mai 1941 wurde das Ghetto Kielce errichtet, in dem Ende des Jahres 27.000 Juden wohnten. Arbeitsfähige Männer wurden zur Arbeit in Steinbrüchen gezwungen. Die Bewohner des Ghettos litten an Hunger, Kälte und Typhus. Zwischen April 1941 und August 1942 kamen bereits rund 6.000 Juden ums Leben. 
Am 20. August 1942 begann die Liquidation. Kranke und die Kinder aus dem jüdischen Waisenhaus waren schon vorher ermordet worden. 20.000 bis 21.000 jüdische Frauen, Männer und Kinder wurden in Viehwaggons verfrachtet und in das Vernichtungslager Treblinka deportiert. Etwa 500 Juden gelang die Flucht. Vier Tage später befanden sich nur mehr 2.000 junge, gesunde Juden in Kielce, darin eingeschlossen die Mitglieder des Judenrats und einige jüdische Polizisten. Sie waren im kleinen Ghetto in einem Lager für Zwangsarbeiter an der Stolarska/Jasna untergebracht. Die meisten der Verbliebenen waren als Zwangsarbeiter unabkömmlich für kriegswichtige Betriebe und deshalb noch nicht in eines der Vernichtungslager deportiert worden.
Im Mai 1943 wurden nahezu alle Juden aus Kielce in andere Arbeitslager in Starachowice, Skarżysko-Kamienna, Pionki und Bliżyn verlegt. Die 45 Kinder waren danach die einzigen Bewohner des Ghettos. Sie wurden auf den Friedhof gebracht und erschossen.

## Gedenken

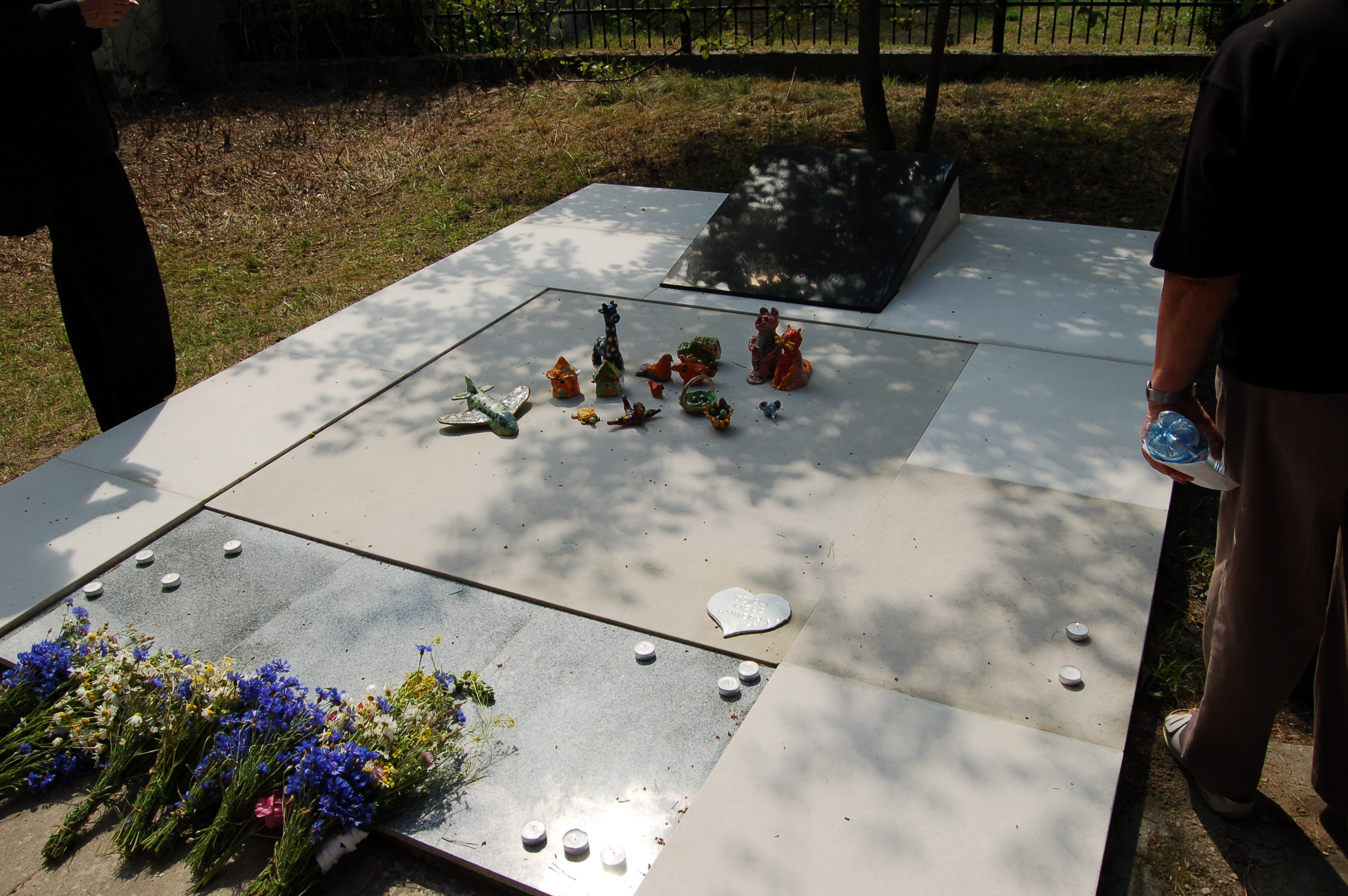
Gedenkstätte für die 45 ermordeten Kinder von Kielce (2010)

Auf dem Jüdischen Friedhof von Kielce wurde eine Gedenkstätte für die 45 ermordeten Kinder errichtet.